# Beregazzo con Figliaro
Beregazzo con Figliaro – miejscowość i gmina we Włoszech, w regionie Lombardia, w prowincji Como.
Według danych na rok 2004 gminę zamieszkiwało 2309 osób, 769,7 os./km².